# Pierre Blayac
Pour les articles homonymes, voir Blayac.
Pierre Blayac, né à Béziers le 21 février 1896 et mort dans cette même ville le 28 avril 1983, est une peintre et sculpteur français.

## Biographie
Élève de Jean-Pierre Laurens, il obtient une mention honorable au Salon des artistes français de 1928 et y expose en 1931 la toile Villa Brune.